# Arauquita
Arauquita ist eine Gemeinde (municipio) des Departamentos Arauca in Kolumbien, direkt an der Grenze zu Venezuela am Río Arauca.

## Geographie
Arauquita liegt im Nordwesten Araucas, in den kolumbianischen Llanos, auf einer Höhe von 165 m ü. NN, 74 km von der Stadt Arauca entfernt. Die Gemeinde grenzt im Osten an die Gemeinde Arauca, im Westen an Saravena, im Norden getrennt vom Río Arauca an La Victoria im Bezirk Páez im Bundesstaat Apure in Venezuela, im Süden an Puerto Rendón und im Südwesten an Fortul und Tame.

## Bevölkerung
Die Gemeinde Arauquita hat 58.270 Einwohner, von denen 15.883 im städtischen Teil (cabecera municipal) der Gemeinde leben (Stand: 2022).

## Geschichte
Bei der Ankunft der Spanier lebten die indigenen Völker der Macaguanes und Tames auf dem Gebiet der heutigen Gemeinde. Arauquita selbst wurde 1675 als San Lorenzo von jesuitischen Missionaren gegründet. Später erhielt der Ort von Siedlern den Namen El Guadual. Seit 1920 trägt der Ort seinen heutigen Namen. Arauquita erhielt zunächst 1943 den Status einer Gemeinde, war danach aber wieder corregimiento von Tame. Seit 1971 ist Arauquita endgültig eine eigenständige Gemeinde.

## Wirtschaft
Die wichtigsten Wirtschaftszweige von Arauquita sind die Rinderproduktion und die Landwirtschaft, von denen etwa 85 % der Bevölkerung leben. Angebaut werden insbesondere Bananen, Kakao und Zuckerrohr. Zudem spielt die Erdölgewinnung eine wichtige Rolle und beschert der Gemeinde heutzutage die größten Einkünfte.